# Аделанто
Аделанто (англ. Adelanto) — город в округе Сан-Бернардино, штат Калифорния. По подсчетам бюро переписи населения в 2000 году население города составляло 18 130 человек. К 2008 году население составляет 28 049 человек, по переписи 2010 года — 31765 человек.

## География
Аделанто расположен в пустыне Мохаве 34°34′34″ с. ш. 117°25′58″ з. д..
Согласно бюро переписи населения США, общая площадь города 145,107 км², из которых, 145,062 км² являются землей, и 0,046 км² (0,04 %) вода.
Ориентировочная высота: 875 м